# Neckeropsis chevalieri
Neckeropsis chevalieri là một loài Rêu trong họ Neckeraceae. Loài này được (Broth. & Corb.) Broth. miêu tả khoa học đầu tiên năm 1925.